# E604
E604 eller Europaväg 604 är en europaväg som går mellan Tours och Vierzon i Frankrike med en längd på 110 km.

## Sträckning
Tours - Vierzon

## Standard
Vägen är landsväg och går ungefär raka vägen mellan Tours och Vierzon. Det finns en alternativ rutt som är betydligt längre men som är motorväg större delen av sträckan.

## Anslutningar till andra europavägar
| - E502 - E5 - E60 |  | - E9 - E11 |